# Pancetta

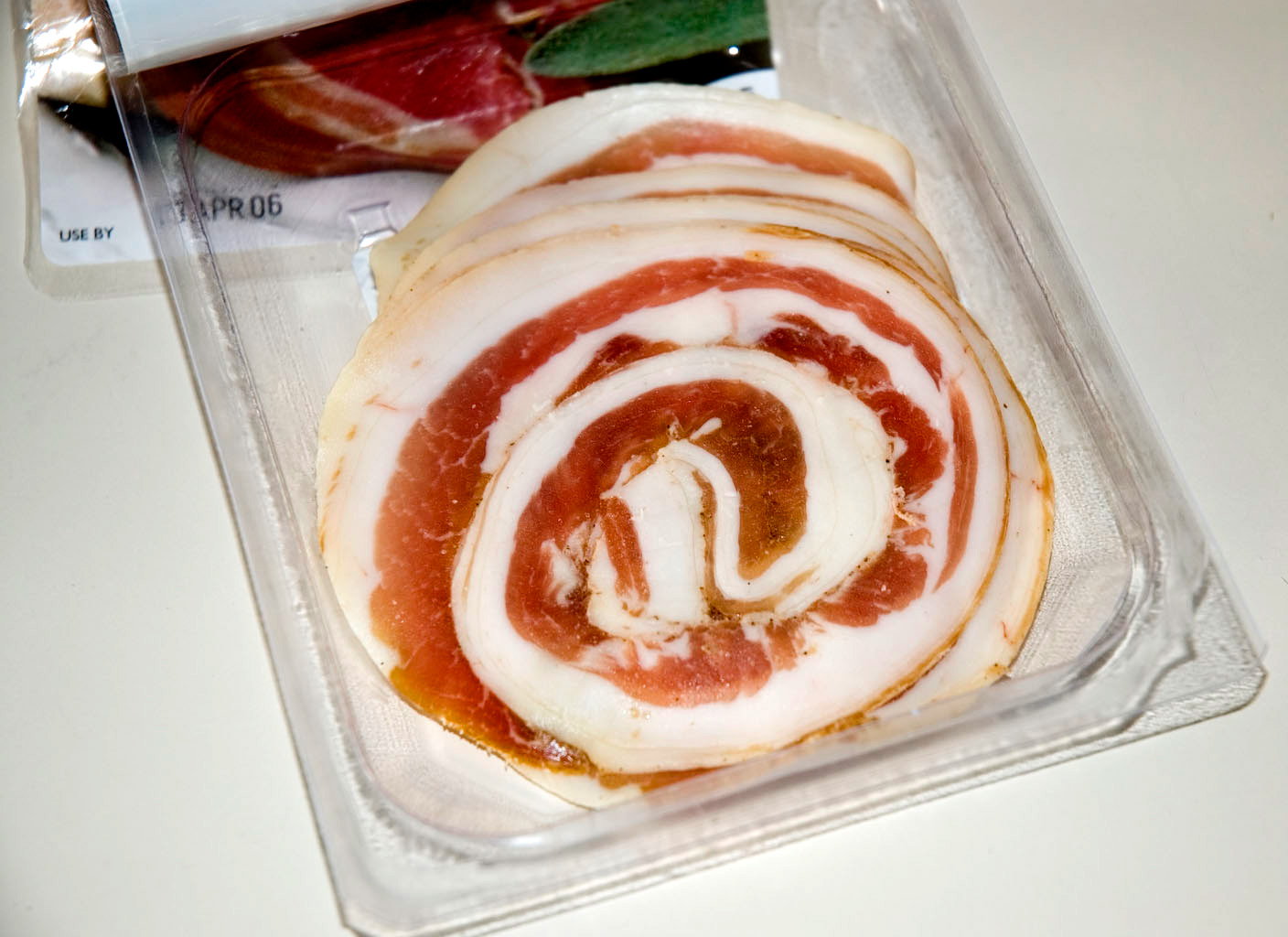
Gesneden en opgerolde pancetta

Pancetta is Italiaans spek afkomstig van de varkensbuik, dat ongeveer gedurende 3 maanden aan de lucht gedroogd is. Het wordt gekruid met zout, peper en andere kruiden zoals kaneel, nootmuskaat en kruidnagel.
Pancetta is zowel gerookt als niet gerookt verkrijgbaar. De gerookte versie is meestal beschikbaar als een plat stuk en wordt in dunne plakjes gesneden. De niet gerookte versie wordt opgerold in een worstvorm. Het vel wordt dan eerst verwijderd. Men noemt dit Pancetta Arrotolata, en het bevat minder vet.
Pancetta wordt rauw geserveerd als een voorgerecht, of wordt om ander voedsel heen gewikkeld. Meestal wordt het echter uitgebakken als begeleiding van andere ingrediënten.
Pancetta is eveneens gekend onder de benamingen Rigatino (kleine gelijnde) en Carnesecca (gedroogd vlees).